# 西濃鉄道市橋線
市橋線（いちはしせん）は、岐阜県大垣市の美濃赤坂駅から乙女坂駅までを結ぶ、西濃鉄道の鉄道路線である。
東海旅客鉄道（JR東海）東海道本線支線（通称、美濃赤坂線）の美濃赤坂駅を起点とする貨物線で、同駅構内の大垣方から分岐している。金生山から産出される石灰石を運ぶ貨物列車が運行されているが、戦前の1930年から1945年まで旅客営業を行っていたことがあり、大垣駅から市橋駅まで（のちに赤坂本町駅までに短縮）鉄道省のガソリンカー（国鉄キハニ5000形、のちに国鉄キハ40000形）が直通運転していた。

## 路線データ
- 路線距離（総延長）：2.0 km[1]
- 路線距離（営業キロ）：1.3 km[1]
- 軌間：1067mm
- 駅数：2駅（起終点駅含む）
- 複線区間：なし（全線単線）
- 電化区間：なし（全線非電化）
- 閉塞方式：スタフ閉塞式[4]
- 最高速度：30km/h[2]

## 運行形態
乙女坂駅から名古屋臨海鉄道の名古屋南貨物駅に専用線が接続する日本製鉄名古屋製鉄所に向かう定期貨物列車が1日3往復運行されている。出荷量によっては運休することがあるが、増発されることはない。昼飯線については昼飯線の項を参照。

### かつての旅客列車運行
1930年（昭和5年）2月1日から、市橋駅 - 赤坂本町駅 - 美濃赤坂駅 - 国鉄大垣駅間で、国鉄キハニ5000形による直通運転を行っていた。のちに車両が国鉄キハ40000形に変更となるものの、機関は共にガソリンエンジンだったため、戦時中の燃料事情悪化に伴って1945年（昭和20年）4月に運転休止となった。以来、旅客のみを取り扱っていた赤坂本町駅も使われなくなり、廃止となった。現在は、一部が残されて駅があったことを示す石碑が建っている。
なお、旅客営業区間は1935年（昭和10年）に赤坂本町駅 - 国鉄大垣駅間へと短縮されている。

## 歴史
- 1926年（大正15年）12月6日：西濃鉄道が敷設免許取得[7]。
- 1928年（昭和3年）12月17日：美濃赤坂駅 - 市橋駅間開業。貨物営業のみ[8]。
- 1930年（昭和5年）2月1日：美濃赤坂駅 - 市橋駅間で旅客営業開始。美濃赤坂駅 - 乙女坂駅間に赤坂本町駅開業。国鉄線からガソリンカー（国鉄キハニ5000形・のちにキハ40000形）直通運転[3][9][10]。
- 1935年（昭和10年）6月16日：赤坂本町駅 - 市橋駅間の旅客営業廃止[6]。
- 1945年（昭和20年）4月1日：全線の旅客営業廃止。赤坂本町駅廃止[3]。
- 2006年（平成18年）3月31日：猿岩駅 - 市橋駅間廃止[11]。
- 2016年（平成28年）10月6日：美濃赤坂駅の東海道本線（美濃赤坂線）との分岐点から約700m北付近で、美濃赤坂駅へ向かっていた貨物列車が脱線（西濃鉄道市橋線脱線事故）[12][13][14]。
- 2022年（令和4年）
  - 2月28日：乙女坂駅 - 猿岩駅間の廃止届提出[15]
  - 9月1日：乙女坂駅 - 猿岩駅間廃止[15]。同区間（美濃赤坂起点1.83 km - 2.0 km間）は乙女坂駅構内に編入される[16]。

## 駅一覧
- 全駅岐阜県大垣市に所在。
- （ ）表記の駅は廃駅。総延長は全区間を[17]、営業キロは営業中の駅のみ記載[1]。

| 駅名           | 営業 キロ | 総 延長 | 接続路線・備考                                                  |
| -------------- | --------- | ------- | --------------------------------------------------------------- |
| 美濃赤坂駅     | 0.0       | 0.0     | 西濃鉄道：昼飯線（2006年廃止） JR東海：東海道本線（美濃赤坂線） |
| （赤坂本町駅） | -         | 0.5     | 1945年廃止（旅客駅）                                            |
| 乙女坂駅       | 1.3       | 1.3     |                                                                 |
| （猿岩駅）     | -         | 2.0     | 2022年廃止（廃止後、同駅地点までが乙女坂駅構内となる）          |
| （市橋駅）     | -         | 2.6     | 2006年廃止                                                      |

## 取扱貨物
乙女坂駅では矢橋工業赤坂事業部（「金生山#金生山の鉱山・鉱脈」参照）が石灰石の発送を行っている。
猿岩駅はフタムラ化学向け二硫化炭素の名目上の着駅であったが、2008年（平成20年）頃に終了している。